# Кондратьєв Леонтій Васильович
Лео́нтій Васи́льович Кондра́тьєв (1892 — 1943) — радянський військовик часів Другої світової війни, помічник командира взводу 723-го стрілецького полку 395-ї стрілецької дивізії 56-ї армії, старшина. Герой Радянського Союзу (1943).

## Життєпис
Народився 1892 року у повітовому місті Бахмуті Катеринославської губернії Російської імперії (нині — районний центр Донецької області) в родині робітника. Росіянин. Здобув середню освіту.
Учасник Громадянської війни в Росії та польсько-радянської війни. Протягом 1922—1925 років проходив службу в частинах військ ВЧК-ОДПУ у Ростовській області.
Після демобілізації працював слюсарем, а згодом — майстром механічного цеху Азовського бондарного заводу.
Вдруге до лав РСЧА призваний Азовським РВК 27 червня 1942 року. Учасник німецько-радянської війни з 1942 року. Воював на Північно-Кавказькому і Закавказькому фронтах.
Особливо помічник командира взводу 723-го стрілецького полку 395-ї стрілецької дивізії старшина Л. В. Кондратьєв відзначився 29-30 жовтня 1942 року у боях за висоту 403.3, що північно-східніше села Фанагорійське Горячеключевської міськради Краснодарського краю. Під час наступу на висоту, червоноармійцям надто дошкуляв кулеметний вогонь ворожого ДЗОТу. Старшина Л. В. Кондратьєв першим наблизився до ворожого ДЗОТу, закидав його гранатами, а коли це не припинило вогонь — кинувся на амбразуру, затуливши її своїм тілом. Отримав 4 кульових поранення у нижню частину живота і ноги, але залишився живим.
Після чотиримісячного лікування у шпиталі повернувся у стрій. Вважається зниклим безвісти у квітні 1943 року під час наступальних боїв на Кубані.

## Нагороди
Указом Президії Верховної Ради СРСР від 31 березня 1943 року «за зразкове виконання бойових завдань командування на фронті боротьби з німецько-фашистськими загарбниками та виявлені при цьому відвагу і героїзм», старшині Кондратьєву Леонтію Васильовичу надано звання Героя Радянського Союзу з врученням ордена Леніна і медалі «Золота Зірка» (нагороду не отримав).

## Вшанування пам'яті
Ім'ям Леонтія Кондратьєва названа одна з вулиць міста Туапсе Краснодарського краю. На цій вулиці встановлена стела з меморіальною дошкою.
На території Азовської тарної філії Ростовського рибопромислового науково-виробничого об'єднання 9 травня 1966 року встановлено погруддя Л. В. Кондратьєва.